# 4-溴苯乙酮
4-溴苯乙酮是一种有机化合物，化学式为C8H7BrO。它可由4-溴乙苯或1-(4-溴苯基)乙醇的氧化反应制得。它和4-乙氧羰基苯硼酸在催化下反应，可以得到4'-乙酰基联苯-4-甲酸乙酯。